# 班扎喇卫征
班扎喇卫征（1526年—？），汉文史籍简称克登威正台吉、巴扎尔，孛儿只斤氏。16世纪蒙古右翼鄂尔多斯部領主，达延汗第三子巴尔斯博罗特之孙，衮必里克墨尔根的第六子。
班扎喇卫征率领鄂尔多斯左翼浩齐特克里野斯，是后世的鄂尔多斯左翼前旗始祖。驻牧于榆林以东孤山边外。
他有三个儿子：
1. 打儿汗歹成台吉（多尔济达尔罕岱青），其子明暗台吉
2. 庄秃赖（威正庄秃赖台吉，钟都赉卫征诺延）万历年间，活动于明朝陕、甘、宁、青等西北边境
3. 恩克台吉（恩和和硕齐诺延）

清代的伊克昭盟盟长纳木扎勒多尔济、札那嘎尔迪是他的后裔。